# ラジオ・フライヤー
『ラジオ・フライヤー』（原題：Radio Flyer）は、1992年制作のアメリカ合衆国の映画。リチャード・ドナー監督。

## あらすじ
マイクは私設飛行場で2人の息子に少年時代の思い出話を聞かせる。
1969年、マイクと弟のボビーは離婚した母親メアリーに連れられ、カリフォルニアの田舎町で母の再婚相手のキングという男と一緒に暮らすことになった。
しかし、キングは粗暴な男で、ボビーは彼からひどい折檻を受ける。2人はラジオ・フライヤーという小さなワゴンを引いて遊び、困ったことがあると、お願い山という岩山に願をかけていた。
ある日、ボビーへの折檻でキングがついに逮捕される。ボビーの痛々しい姿を見かねたマイクは、かつて少年時代に自転車でお願い山からフルスピードで降りて空を飛んだという伝説を持つフィッシャーの協力を得てボビーをラジオ・フライヤーに乗せ、遠い未知の世界に旅立たせようとする。

## キャスト
- マイク：イライジャ・ウッド
- ボビー：ジョゼフ・マゼロ
- メアリー：ロレイン・ブラッコ
- ドハーティ：ジョン・ハード
- キング：アダム・ボールドウィン
- ジェロニモ・ビル：ベン・ジョンソン
- ファーディ：トーマス・イアン・ニコラス
- フィッシャー：ロバート・ミューニック
- 大人のマイク/ナレーター：トム・ハンクス（クレジットなし）